# Вільгельм Фрідріх Штарке
Вільгельм Фрідріх Штарке (нім. Wilhelm Friedrich Starke; 28 лютого 1885, Гаген, Німецька імперія — 24 жовтня 1941, Галац, Румунське королівство) — німецький офіцер, контрадмірал крігсмаріне.

## Біографія
1 квітня 1903 року вступив на флот. Учасник Першої світової війни. З 5 серпня по 28 вересня 1914 року — командир підводного човна SM U-6, з 18 серпня по 31 грудня 1917 року — SM U-107. 21 жовтня 1917 року пошкодив грецький пароплав Epiros водотоннажністю 1094 тонни. Після демобілізації армії залишений на флоті. 30 вересня 1933 року вийшов у відставку.
11 вересня 1939 року переданий в розпорядження крігсмаріне. З серпня 1941 року — заступник імперського комісара Призового суду Підвенно-Східного Берліна. Загинув в авіакатастрофі.

## Звання
- Морський кадет (1 квітня 1903)
- Фенріх-цур-зее (15 квітня 1904)
- Лейтенант-цур-зее (28 вересня 1906)
- Оберлейтенант-цур-зее (27 березня 1909)
- Капітан-лейтенант (27 січня 1915)
- Корветтен-капітан (1 квітня 1922)
- Фрегаттен-капітан (1 листопада 1928)
- Капітан-цур-зее (1 жовтня 1930)
- Контрадмірал запасу (30 вересня 1933)

## Нагороди
- Рятувальна медаль
- Залізний хрест 2-го і 1-го класу
- Нагрудний знак підводника (1918)
- Хрест «За вислугу років» (Пруссія)
- Почесний хрест ветерана війни з мечами